# Burger & Jacobi

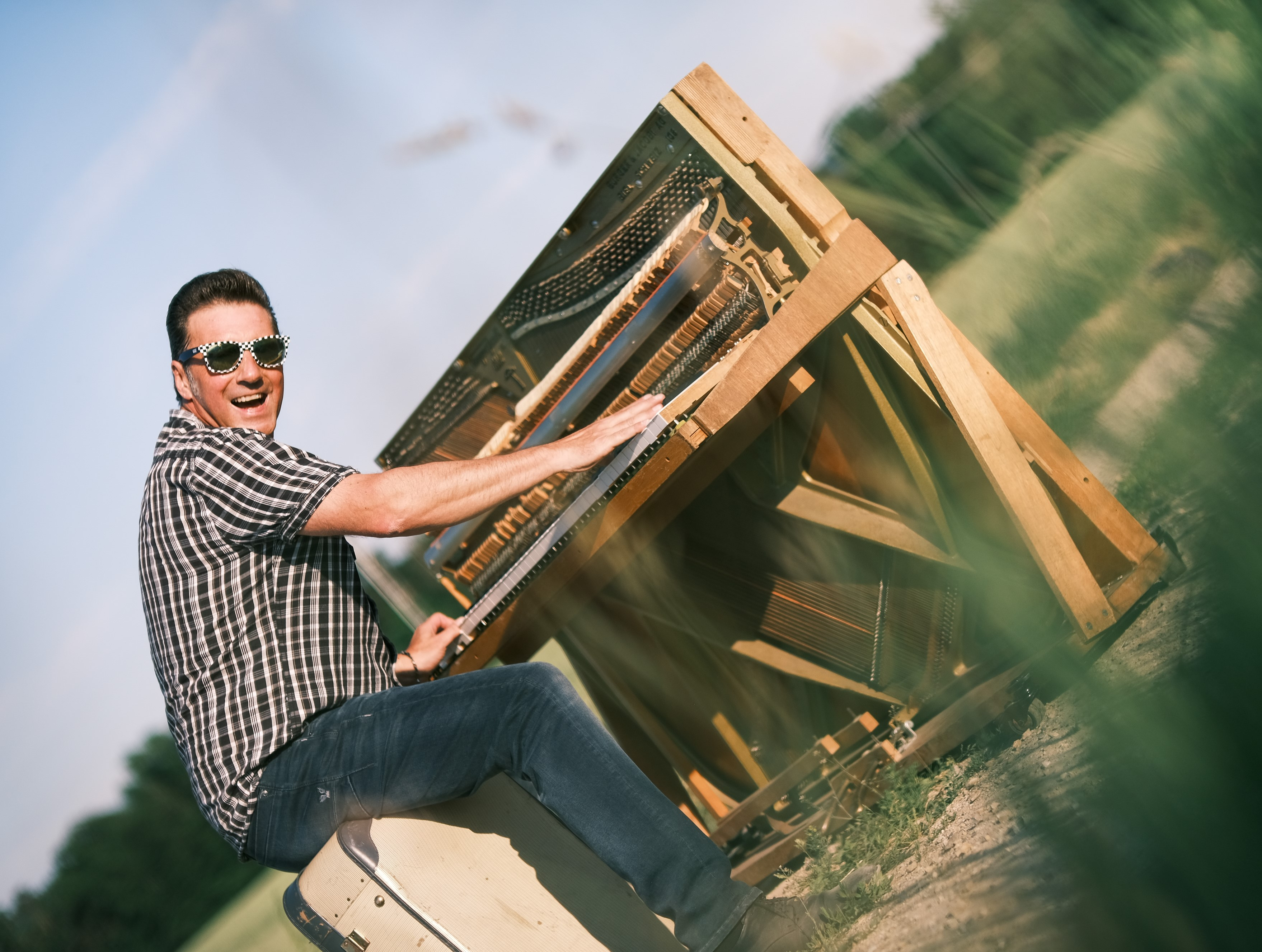
Nico Brina 2021 an einer Spezialanfertigung von Burger & Jacobi

Burger & Jacobi (auch: Burger & Jacoby) war das letzte Klavierbauunternehmen der Schweiz.

## Geschichte
Der Klavierbauer Heinrich Christian Johann Jacobi (1791–1879) stammte zwar aus Walthershausen in Thüringen, arbeitete aber ab 1842 in Thun. Er hatte drei Söhne, die alle im väterlichen Betrieb lernten. Der jüngste Sohn, Hermann Emil Jacobi (1852–1928), tat sich nach Wanderjahren, die ihn nach Basel, Paris und Zürich geführt hatten, 1879 mit seinem Schwiegervater Christian Burger (1842–1925) zusammen. 
Burger hatte 1872 eine Klavierfabrik in Burgdorf gegründet, die er drei Jahre später nach Biel verlegt hatte. Unter dem Namen Burger & Jacobi zog das Unternehmen 1882 nach Madretsch. 1924 wurde die Fabrik dort erweitert. Noch in Stummfilmzeiten wurde ein Film über die Herstellung eines Klaviers bei Burger & Jacobi gedreht, der sich heute im Stadtarchiv Biel befindet.
Hermann Emil Jacobi verfolgte neben seiner Arbeit im Klavierbauunternehmen noch zahlreiche weitere Aktivitäten. Er war Mitbegründer der Berner Angestellten- und Gewerbekammer, gründete den Bieler Handwerkerverein, hatte den Vorsitz im Verband der Schweizer Klavierfabrikanten und gehörte sowohl dem Gemeinderat von Madretsch als auch dem Stadtrat von Biel an. 
Weitere Mitglieder der Familien Jacobi und Burger, die im Unternehmen tätig waren, waren Edwin Hugo Hans Jacobi (1890–1982), Werner Lukas Guido Jacobi (1892–1977), Franz Hugo Jacobi (* 1918) und Rudolf Hermann Jacobi (* 1917) sowie Ernst Burger (1874–1934) und Hans Burger (1910–1988).
Die Jahresproduktion von Burger & Jacobi belief sich in den besten Zeiten auf ungefähr 800 Instrumente pro Jahr; Burger & Jacobi war zeitweise der größte Schweizer Klavierhersteller. Die 1930er Jahre bescherten auch der politisch neutralen Schweiz eine Krise. In dieser Zeit bauten Burger & Jacobi Radiogehäuse.
Ein Warnstreik der Beschäftigten im Jahr 1972, die damals ein 13. Monatsgehalt forderten, blieb erfolglos.
Ab 1973 war in den Fabrikationsräumen des Unternehmens auch die Klavierbauerwerkstatt des Schweizerischen Klavierfabrikantenverbandes untergebracht.
1974 wurde erneut gestreikt, diesmal lange und erbittert. Im Jahr darauf wurde das Bieler Montagewerk von General Motors geschlossen. Burger & Jacobi übernahm viele Arbeitskräfte, die dort beschäftigt gewesen waren.
1984 waren 45 Personen bei Burger & Jacobi beschäftigt. Der Klavierhändler Jean-Claude Häflinger übernahm das Unternehmen im Jahr 1985; 1988 wurde es von Biel nach Büren an der Aare in bescheidenere Räumlichkeiten verlegt und 1991 wurde es geschlossen. Insgesamt waren seit 1882 ungefähr 50.000  Klaviere bei Burger & Jacobi gebaut worden.
Um 2012 wurde das Fabrikgebäude von Burger & Jacobi in Biel abgerissen. Die Pianostrasse in Madretsch erinnert an das ehemalige Unternehmen.